# Santiago Esteva
Santiago Esteva Escoda (katalanisch Santiago Esteva i Escoda; * 16. Juli 1952 in Reus, Katalonien) ist ein ehemaliger spanischer Schwimmer, der bei den Europameisterschaften 1970 je zwei Silber- und Bronzemedaillen gewann.

## Karriere
Der 1,74 Meter große Santiago Esteva trat für CN Sabadell an und war vielfacher spanischer Meister. Er studierte an der Indiana University.
Bei den Olympischen Spielen 1968 in Mexiko-Stadt konnte sich Esteva über 100 Meter Rücken und mit der 4-mal-200-Meter-Freistilstaffel nicht für das A-Finale qualifizieren. Über 200 Meter Rücken erreichte er das Finale und wurde hinter Roland Matthes aus der DDR und drei Schwimmern aus den Vereinigten Staaten Fünfter in 2:12,9 Minuten. Der spanischen 4-mal-100-Meter-Lagenstaffel mit Santiago Esteva, José Durán, Arturo Lang-Lenton und José Antonio Chicoy gelang der Einzug in den Endlauf, sie belegte den achten Platz.
Bei den Europameisterschaften 1970 in Barcelona erreichte die spanische Lagenstaffel den fünften Platz und die 4-mal-200-Meter-Freistilstaffel wurde Siebte. Auf beiden Rückendistanzen erhielt Esteva die Silbermedaille hinter Roland Matthes. Über 400 Meter Freistil siegte der Schwede Gunnar Larsson vor Hans Fassnacht aus der BRD und Santiago Esteva. Über 1500 Meter Freistil gewann Fassnacht vor seinem Landsmann Werner Lampe und Santiago Esteva. Esteva war der einzige spanische Medaillengewinner bei den Europameisterschaften in Barcelona. 1971 bei den Mittelmeerspielen in Izmir siegte Esteva mit der 4-mal-100-Meter-Freistilstaffel und der 4-mal-100-Meter-Lagenstaffel, mit der 4-mal-200-Meter-Freistilstaffel erhielt er die Silbermedaille. Ebenfalls Silber erschwamm Esteva über 100 Meter Rücken hinter dem Jugoslawen Milos Nenad und über 200 Meter Rücken hinter dem Italiener Massimo Nistri. Hinzu kam eine Bronzemedaille über 400 Meter Freistil, hier siegte mit Antonio Correll ein Spanier.
Esteva trat international erst 1974 bei den Europameisterschaften in Wien wieder ins Blickfeld. Er wurde Vierter über 100 Meter Rücken, Fünfter über 200 Meter Rücken und Achter über 200 Meter Lagen. Im Jahr darauf erreichte Esteva bei den Weltmeisterschaften 1975 in Cali vier Endläufe. Er wurde Sechster über 200 Meter Rücken und Achter über 200 Meter Lagen. Die 4-mal-100-Meter-Freistilstaffel mit Jorge Comas, Rojas, José Pujol und Santiago Esteva erreichte den siebten Platz und die 4-mal-100-Meter-Lagenstaffel mit Santiago Esteva, Pedro Balcells, José Bonet und Jorge Comas wurde Achte. Rund einen Monat nach den Weltmeisterschaften in Cali begannen in Algier die Mittelmeerspiele 1975. Esteva siegte auf beiden Rückenstrecken, über 200 Meter Lagen und mit der Lagenstaffel. Die beiden Freistilstaffeln wurden jeweils Zweite hinter den Italienern. 1976 trat Esteva zum Abschluss seiner Karriere bei den Olympischen Spielen in Montreal auf beiden Rückenstrecken und mit zwei Staffeln an, konnte aber keinen Endlauf mehr erreichen.